# Участок № 7
Участок № 7 — посёлок сельского типа в Дмитровском районе Московской области, в составе городского поселения Дмитров. Население — 13 чел. (2010).

## Расположение
Посёлок расположен на севере центральной части района, примерно в 13 км северо-западнее Дмитрова, по правому берегу канала имени Москвы, высота центра над уровнем моря 137 м. Ближайшие населённые пункты — Никольское на юго-востоке и Надеждино на юге.

## История
Образован в 1939—1940 годах, в связи с началом разработок 7-го участка торфяника Орудьевского торфопредприятия.
До 2006 года посёлок входил в состав Дядьковского сельского округа.

## Население
| 2002 | 2006 | 2010 |
| ---- | ---- | ---- |
| 18   | →18  | ↘13  |